# Packard V-1650
Packard V-1650 byla verze dvanáctiválcového, kapalinou chlazeného pístového leteckého motoru o objemu 27 litrů Rolls-Royce Merlin, vyráběné během druhé světové války firmou Packard Motor Car Company na základě licence ve Spojených státech amerických.
Velká Británie nutně potřebovala Rolls-Royce Merlin pro své válečné úsilí, a proto se snažila zajistit jeho výrobu mimo své území. Zástupci Rolls-Royce navštívili několik severoamerických výrobců automobilů s cílem zajistit výrobu Merlinů v USA nebo Kanadě. Poté, co Henry Ford v červenci 1940 odvolal nabídku výroby Merlinů, byla následně vybrána firma Packard Motor Car Company pro úvodní objednávku Merlinů v hodnotě 130 000 000 $. Dohoda byla uzavřena v září 1940 a první motor vyrobený Packardem označený V-1650-1 se rozběhl poprvé v srpnu 1941.
Název odpovídá názvosloví leteckých motorů v USA kde V odpovídá konstrukci motoru a číslo odpovídá objemu v kubických palcích. Ve Velké Británii se pro tyto motory používaly původní názvy, jen před verzí motoru se používala číslice 2. A to z důvodu jelikož motory vyrobené v USA vyžadovaly jiné servisní nářadí (v USA vyrobený Merlin 66 byl ve Velké Británii označován jako Merlin 266).

## Verze
- V-1650-1: 1 390 hp (1 040 kW) ; Na základě Merlinu 28, použitý v Curtiss P-40F/L Kittyhawk a Curtiss XP-60
- V-1650-3: 1 280 hp (  950 kW) ; Na základě Merlinu 63, použitý v prvních P-51B/C
- V-1650-5: 1 400 hp (1 000 kW) ; Experimental.
- V-1650-7: 1 315 hp (  981 kW) ; ekvivalent Merlinu 66, hlavní motor pro P-51B/C/D/K.
- V-1650-9: 1 380 hp (1 030 kW); 2,270 hp (1,690 kW) WEP (War Emergency Power - se vstřikováním metanolu a vody), použitý v poslední sériové verzi P-51H.
- V-1650-9A: 1 380 hp (1 030 kW)
- V-1650-11: 1 380 hp (1 030 kW); Upravený palivový systém.
- V-1650-21: 1 380 hp (1 030 kW); S obrácený směrem rotace pro North American P-82B Twin Mustang
- V-1650-23: 1 520 hp (1 130 kW); Upravený palivový systém, pro North American P-82B Twin Mustang
- V-1650-25: 1 490 hp (1 110 kW); Upravený palivový systém, s obrácený směrem rotace , pro North American P-82B Twin Mustang

## Využití
- Curtiss P-40F/L Kittyhawk
- P-51 Mustang
- De Havilland Mosquito
- North American P-82B Twin Mustang
- Supermarine Spitfire XVI (Spitfire IX s Merlinem 266)
- Hawker Hurricane Mk.X, XI, XII (v Kanadě vyráběné)